# الخوذة الحديدية، رابطة جنود الجبهة
The Stahlhelm, Bund der Frontsoldaten (بالإنجليزية : "Steel Helmet، League of Front Soldiers"، والمعروف أيضًا باسم Der Stahlhelm كانت واحدة من العديد من المنظمات شبه العسكرية التي نشأت بعد الهزيمة الألمانية في الحرب العالمية الأولى. كانت جزءًا من «رايشزوهر الأسود» وفي الأيام الأخيرة من جمهورية فايمار كانت تعمل كفرع مسلح لحزب الشعب الوطني المحافظ (DNVP)، وُضع في تجمعات حزبية في موقع حراس الأمن المسلحين (Saalschutz).

## Machtergreifung النازية

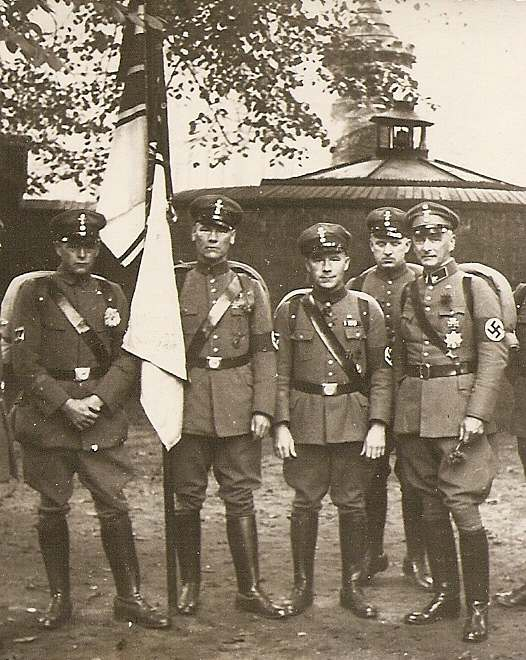
أعضاء Stahlhelm بعد التأسيس في SA ، 1934

بعد وصول هتلر للسلطة في 30 كانون الثاني / يناير 1933، حثت السلطات الجديدة على الاندماج في المنظمة شبه العسكرية كتيبة العاصفة للحزب. انضم فرانز سيلدت إلى مجلس وزراء هتلر في منصب وزير عمل الرايخ. لا يزال ستاهلهلم يحاول الابتعاد عن النازيين، وفي الفترة التي سبقت الانتخابات الفيدرالية الألمانية في 5 مارس 1933 شكلت «جبهة النضال الأسود والأبيض والأحمر» الموحدة (Kampffront Schwarz-Weiß-Rot) المحافظة DNVP والرابطة الزراعية، لتصل إلى 8 ٪ من الأصوات. في 27 مارس 1933 .

## بعد عام 1945
في عام 1951، أعيد تأسيس منظمة خلف Stahlhelm في كولونيا، ألمانيا الغربية. كان يطلق عليها Der Stahlhelm - Kampfbund für Europa. بعد عام، في عام 1952، وحتى قبل إطلاق سراحه من السجن، تم انتخاب المشير ألبرت كيسلرينج كقائد فيدرالي  وهو المنصب الذي احتفظ به حتى وفاته في عام 1960. تبنت الأيديولوجية من قبل النازيين الألمان ونشطاء اليمين المتطرف. العديد من الاتحادات الإقليمية لا تزال موجودة حتى يومنا هذا.